# Kamil Otowski
Kamil Otowski (ur. 29 października 1999) – polski pływak z niepełnosprawnością.

## Życiorys
Otowski choruje na neuropatię (typu CMT2), w rezultacie czego nie może korzystać z obu nóg.

## Wyniki
| Rok  | Zawody                   | Miejscowość | Konkurencja                   | Wynik         | Pozycja     |
| ---- | ------------------------ | ----------- | ----------------------------- | ------------- | ----------- |
| 2015 | Mistrzostwa świata       | Glasgow     | 50 m stylem dowolnym (S3)     | 1:07,84 (el.) | 14. miejsce |
| 2015 | Mistrzostwa świata       | Glasgow     | 50 m stylem grzbietowym (S3)  | 1:06,26 (el.) | 10. miejsce |
| 2016 | Mistrzostwa Europy       | Funchal     | 50 m stylem dowolnym (S3)     | 1:00,28       | 7. miejsce  |
| 2016 | Mistrzostwa Europy       | Funchal     | 200 m stylem dowolnym (S3)    | 4:22,80       | 6. miejsce  |
| 2016 | Mistrzostwa Europy       | Funchal     | 50 m stylem grzbietowym (S3)  | 58,45         | 5. miejsce  |
| 2017 | Mistrzostwa świata       | Meksyk      | 50 m stylem dowolnym (S3)     | 59,22 (el.)   | 7. miejsce  |
| 2017 | Mistrzostwa świata       | Meksyk      | 200 m stylem dowolnym (S2)    | 4:21,72       | 4. miejsce  |
| 2017 | Mistrzostwa świata       | Meksyk      | 50 m stylem grzbietowym (S2)  | 59,28         | 5. miejsce  |
| 2017 | Mistrzostwa świata       | Meksyk      | 100 m stylem grzbietowym (S2) | 2:06,21       | 4. miejsce  |
| 2018 | Mistrzostwa Europy       | Dublin      | 50 m stylem dowolnym (S3)     | 1:26,83 (el.) | 11. miejsce |
| 2018 | Mistrzostwa Europy       | Dublin      | 200 m stylem dowolnym (S3)    | 4:49,45       | 8. miejsce  |
| 2018 | Mistrzostwa Europy       | Dublin      | 50 m stylem grzbietowym (S3)  | 1:20,25 (el.) | 10. miejsce |
| 2019 | Mistrzostwa świata       | Londyn      | 50 m stylem dowolnym (S3)     | 1:04,77 (el.) | 14. miejsce |
| 2019 | Mistrzostwa świata       | Londyn      | 200 m stylem dowolnym (S3)    | 4:42,59 (el.) | 11. miejsce |
| 2019 | Mistrzostwa świata       | Londyn      | 50 m stylem grzbietowym (S3)  | 1:01,86 (el.) | 13. miejsce |
| 2021 | Mistrzostwa Europy       | Madera      | 50 m stylem dowolnym (S3)     | 1:03,10       | 7. miejsce  |
| 2021 | Mistrzostwa Europy       | Madera      | 200 m stylem dowolnym (S3)    | 4:40,53       | 6. miejsce  |
| 2021 | Mistrzostwa Europy       | Madera      | 50 m stylem grzbietowym (S3)  | 1:03,32       | 6. miejsce  |
| 2021 | Igrzyska paraolimpijskie | Tokio       | 200 m stylem dowolnym (S2)    | 4:37,06       | 5. miejsce  |
| 2021 | Igrzyska paraolimpijskie | Tokio       | 50 m stylem grzbietowym (S2)  | 1:06,59 (el.) | 10. miejsce |
| 2021 | Igrzyska paraolimpijskie | Tokio       | 100 m stylem grzbietowym (S2) | 2:15,09       | 6. miejsce  |
| 2024 | Igrzyska paralimpijskie  | Paryż       | 100 m stylem grzbietowym (S1) | 2:17,85       | 1. miejsce  |
| 2024 | Igrzyska paralimpijskie  | Paryż       | 50 m stylem grzbietowym (S1)  | 1:07,95       | 1. miejsce  |
| 2024 | Igrzyska paralimpijskie  | Paryż       | 200 m stylem dowolnym (S2)    | 4:41,79       | 7. miejsce  |

## Odznaczenia
- Krzyż Oficerski Orderu Odrodzenia Polski – 2024[5]